# Troels Lund Poulsen

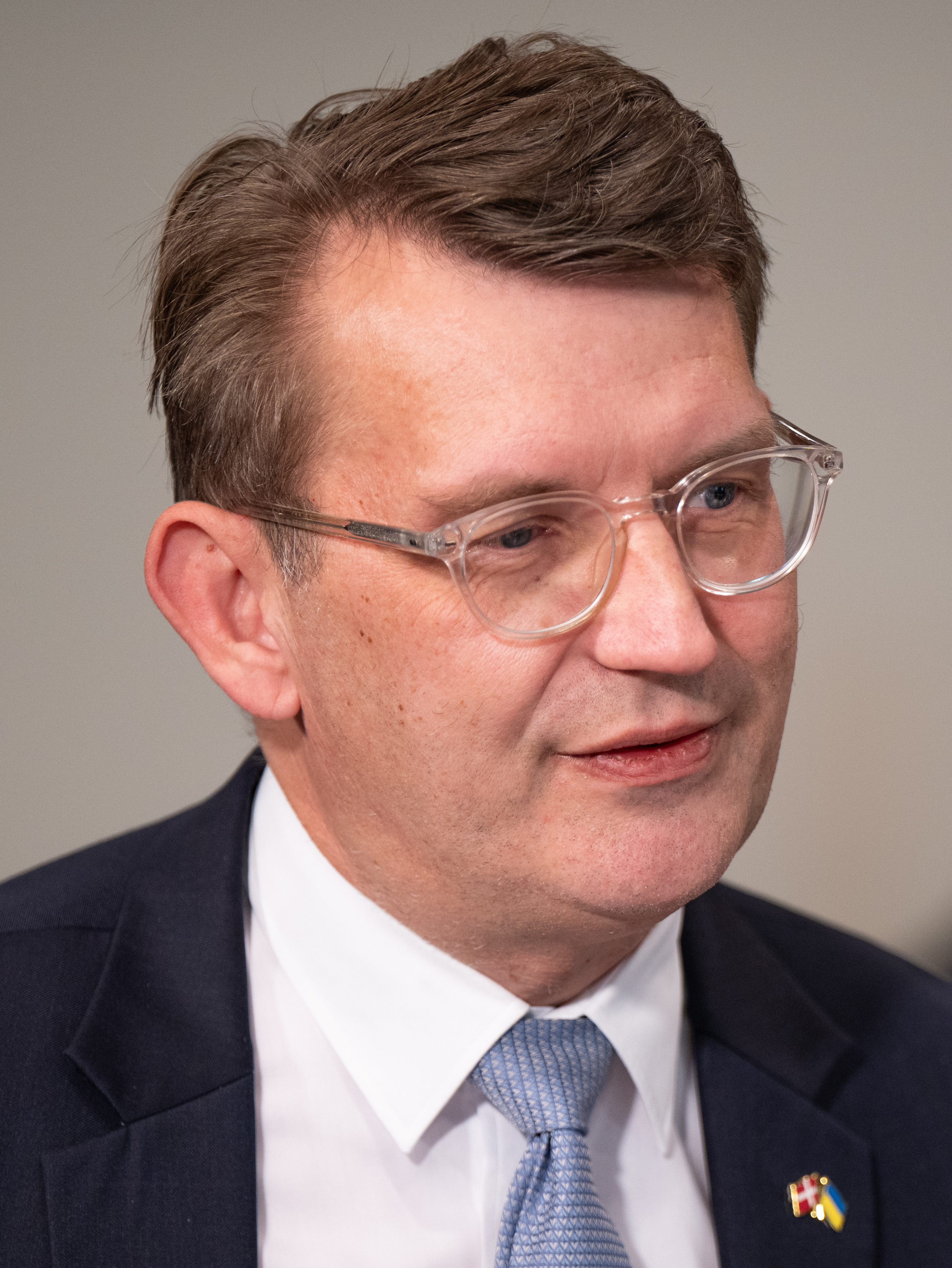
Troels Lund Poulsen (2024)

Troels Lund Poulsen (* 30. März 1976 in Vejle) ist ein dänischer Politiker der Venstre und seit dem 22. August 2023 Verteidigungsminister des Landes. Seit dem 23. November 2023 ist er zudem stellvertretender Ministerpräsident. Zuvor war er von 2015 bis 2019 Minister für Gewerbe und Wachstum sowie vom 15. Dezember 2022 bis zum 22. August 2023 Wirtschaftsminister.

## Leben und Beruf
Lund Poulsen wuchs als Sohn einer Angestellten und eines Volksschullehrers in Tørring im östlichen Mitteljütland auf. Nachdem er 1995 die allgemeine Hochschulreife erlangt hatte, begann er ein Studium der Geschichtswissenschaften an der Universität Kopenhagen und arbeitete zugleich bis 1997 als politischer Sekretär im Büro der Venstre-Fraktion im Parlamentssitz Christiansborg. 1998 wurde er Pressesprecher der für Planung und Bau des neuen Kopenhagener Stadtteils Ørestad zuständigen Gesellschaft. Diesen Job gab er nach dem Einzug ins Folketing auf. 2005 übernahm er eine Landwirtschaft etwa 50 Kilometer außerhalb Kopenhagens. 2006 bis 2007 gehörte der Politiker dem Vorstand der Dänischen Nationalbank an. Lund Poulsen war zwischen 2008 und 2013 mit der späteren dänischen Ministerin für Gesundheit und Ältere, Sophie Løhde liiert und lebte mit ihr auf seinem Hof bei Tølløse.

## Politische Laufbahn
1992 trat Lund Poulsen dem Jugendverband seiner Partei, Venstres Ungdom, bei und war 1993 und 1994 Vorsitzender des Lokalverbandes in seiner Heimatkommune. 1997 wurde er Vorsitzender des Gesamtverbandes und behielt diesen Posten bis 1999. Dadurch wurde er zugleich Mitglied des Parteipräsidiums von Venstre, dem er mit einer Unterbrechung von 2002 bis 2006 seither angehört. Bei der Folketingswahl 2001 wurde er erstmals als Abgeordneter in das Folketing gewählt. Zwischen 2001 und 2006 war er gleichstellungs- und außenpolitischer Sprecher der Venstre. In letzterer Position setzte er sich für eine Beteiligung Dänemarks bei der Invasion in den Irak 2003 ein.
Nachdem Lund Poulsen zwischen 2006 und 2007 Fraktionssprecher war, wurde er am 23. November 2007 von Ministerpräsident Anders Fogh Rasmussen zum Umweltminister in dessen dritte Regierung berufen. Dieses Ministeramt übte er auch in der darauf folgenden Regierung von Ministerpräsident Lars Løkke Rasmussen aus.
Im Rahmen einer Regierungsumbildung ernannte ihn Løkke am 23. Februar 2010 zum Nachfolger von Kristian Jensen zum Steuerminister. Lund Poulsen behielt dieses Ministeramt bis zum 8. März 2011. In seine Amtszeit als Steuerminister fiel die Verabschiedung der Fettsteuer, die zum 1. Oktober 2011 in Kraft trat. Zudem sorgte Lund Poulsen mit einer Rolex-Armbanduhr, die er privat und in beruflichen Zusammenhängen trug, für Schlagzeilen. Diese Uhr hatte er im Frühjahr 2010 bei einer Reise in den Nahen Osten von einem Scheich geschenkt bekommen. Nach Bekanntwerden dieses Umstandes gab er die Uhr zurück.
Bei einer erneuten Kabinettsumbildung wurde Lund Poulsen am 8. März 2011 als Nachfolger der zurückgetretenen Tina Nedergaard Unterrichtsminister, während Peter Christensen sein Nachfolger als Steuerminister wurde. Sieben Monate später wurde die Regierung abgewählt. Daraufhin übernahm Lund Poulsen den Posten des Venstre-Sprechers für Verteidigungspolitik. Nach der erneuten Übernahme der Regierungsgeschäfte durch Løkke 2015 trat Lund Poulsen den Posten des Ministers für Gewerbe und Wachstum an.
Am 6. Februar 2023 teilte das dänische Staatsministerium mit, dass Verteidigungsminister Jakob Ellemann-Jensen krankheitsbedingt vorübergehend verhindert sei, sein Ministerium zu leiten, weswegen Wirtschaftsminister Troels Lund Poulsen ab sofort und bis auf Weiteres auch als kommissarischer Verteidigungsminister fungiere. Am 22. August 2023 übernahm Lund Poulsen offiziell das Amt des Verteidigungsministers. Nachdem sich Ellemann-Jensen im Oktober 2023 aus der Politik zurückgezogen hatte, wurde Lund Poulsen am 18. November Parteivorsitzender der Venstre. Am 23. November wurde er zudem stellvertretender Ministerpräsident.

### Zentrale Rolle im Steuerskandal
2015 wurde Lund Poulsen von den parlamentarischen Rechnungsprüfern des Folketings für seine Rolle im Steuerskandal um Helle Thorning-Schmidt gerügt. Im Vorwahlkampf 2011 waren vertrauliche Daten der damaligen Vorsitzenden der Sozialdemokraten und ihres Ehemannes aus der Steuerbehörde an die Presse gelangt. Im Nachhinein konnten weder Thorning noch ihrem Mann Regelverstöße nachgewiesen werden. Die damalige Opposition interpretierte die Veröffentlichung der Daten als Wahlkampfmanöver Venstres und verdächtigte Lund Poulsen, die Veröffentlichung angeordnet zu haben. Das konnte ihm jedoch nie nachgewiesen werden. Jedoch sagten Zeugen aus, Lund Poulsen habe Gerüchte verbreitet, dass Thornings Ehemann homo- oder bisexuell sei.